# Cerkev sv. Jakoba, Kostanjevica na Krki
Cerkev sv. Jakoba v Kostanjevici na Krki je župnijska cerkev, posvečena svetemu Jakobu.
Cerkev sestoji iz pravokotne ladje z dvema prizidkoma ob straneh, prezbiterija in čokatega zvonika z razgibano baročno kapo. Zgrajena je bila v 13. stoletju, v času prehoda iz romanike v gotiko, in se ponaša z enim naših najlepših romanskih portalov.

## Zgodovina in opis
Cerkev stoji na zahodni strani naselja, ki je z vseh strani obdano z rokavoma reke Krke. Prvič je omenjena leta 1220 z župnikom Adalbertom.
Kot kažejo ostanki zazidanih romanskih oken na podstrešju, je bila cerkev sprva poznoromanska stavba s pravokotno ladjo in z ravno zaključenim kvadratnim prezbiterijem.  V baroku so lesen strop v ladji, ki je bil prej raven, nadomestili z zidanimi oboki. Ker so bile srednjeveške stene prešibke, so oboke naslonili na dozidane notranje opornike. Prezbiterij, ki je bil poprej gotski (kar se na podstrešju še dobro vidi), so zgoraj odrezali in ga na novo baročno obokali. Ohranila se je slavoločna stena z polstebrom na levi strani, ki ima kapitel s podobno rastlinsko motiviko kot stebri na portalih.
Glavni vhod v cerkev krasi bogat romanski portal lombardskega tipa. Na vsaki strani ima po šest vitkih stebričev s podstavki in kapiteli, ki se stopničasto umikajo v ostenje in se zgoraj zaključujejo s polkrožnimi loki. Kapiteli so okrašeni s stiliziranimi listi, ki se na vrhu iz brstov še niso prav razvili in simbolizirajo prebujanje v življenje. V luneti so še ohranjeni ostanki nekdanje slikarije.
Enako je zasnovan stranski portal na južni steni, samo da ima le dva para stebrov. Njegov zgornji del je ves poslikan, v luneti pa je dobro ohranjena freska trpečega Kristusa, ki stoji do pasu v sarkofagu (tipa imago pietatis, delo furlanske ali goriške slikarske delavnice iz druge polovice 15. stoletja). Velika freska sv. Krištofa z angeli in donatorjem, ki je nekoč krasila južno fasado, je danes prekrita z ometom. Na južni fasadi sta ohranjeni tudi dve okni v romanskem slogu.
Bogastvo portalov cerkve je mogoče razložiti le s tem, da ju je izdelala delavnica, ki je v soseščini istočasno gradila samostansko cerkev.
Notranjost cerkve je pretežno baročna. Na glavnem oltarju sv. Jakoba iz leta 1854 so kipi sv. Jakoba, sv. Petra, sv. Pavla, sv. Jožefa, sv. Janeza Krstnika, na vrhu pa sv. Trojice. Stranska oltarja iz sredine 18. stoletja so po razpustu cistercijanskega samostana prinesli iz bližnje samostanske cerkve; njuni oltarni sliki sta delo slikarja Valentina Metzingerja; levi je oltar sv. Antona Padovanskega s kipoma sv. Roka in sv. Notburge, desni pa oltar sv. Frančiška Ksaverija s kipoma sv. Katarine in nepoznanega svetnika. V severni stranski kapeli z renesančno arhitekturo je oltar sv. Antona Puščavnika s kipi sv. Antona, sv. Bernarda, sv. Frančiška Asiškega, sv. Štefana in sv. Katarine Sienske. Oltar je eden zgodnjih primerkov oltarne arhitekture 17. stoletja. Križev pot, upodobljen na pobarvanih mavčnih reliefih, je iz leta 1910.
- glavni portal
- kapiteli z brstičnim okrasjem na glavnem portalu
- južni vhodni portal
- podoba Jezusa Trpina v luneti nad stranskim vhodom
- notranjost cerkve z glavnim oltarjem
- oltar sv. Antona Padovanskega s sliko Fortunata Berganta
- oltar sv. Frančiška Ksaverija s sliko Fortunata Berganta